# 경주 양동마을 사호당 고택
경주 양동마을 사호당 고택(慶州 良洞마을 沙湖堂 古宅)은 대한민국 경상북도 경주시 강동면 양동리, 양동마을에 있는 조선시대의 가옥이다. 1979년 1월 26일 대한민국의 국가민속문화재 제74호로 지정되었다.

## 개요
양동 마을은 월성 손씨와 여강 이씨의 동족마을로, 넓은 안강평야 높고 낮은 터에 오랜 전통을 지닌 여러 집들을 잘 보존하고 있는 곳이다. 이 집은 사호당 이능승 선생이 살았던 집으로 '사호당고택'이라고도 부른다. 조선 헌종 6년(1840)에 지었으며 일반적인 'ㅁ'자 기본 평면을 가진 양반집이다. 크게 안채, 사랑채, 행랑채로 구성되어 있는데, 'ㄷ'자형 안채에 '一'자형 행랑채가 놓여 'ㅁ'자형을 이루고, '一'자형 사랑채가 안채와 연결되어 있다.
안채는 북서쪽 모퉁이에 부엌을 두고 부엌 오른편으로 방 2칸, 대청 2칸, 건넌방 1칸을, 왼편으로 안사랑 1칸과 누마루 1칸을 놓았다. 사랑채는 안채 건넌방의 오른쪽 대청과 사랑방을 연결하였는데 사랑대청과 방 2칸(작은사랑, 감실방)으로 구성되어 있다. 안채와 사랑채는 비교적 기단을 높이 쌓았고 부엌을 크게 만들었으며 특히 안사랑에 연결된 누마루는 다른 집에서는 볼 수 없는 구성이다. 또한 건넌방과 사랑방의 위치를 독특하게 두어 흔치 않은 배치를 취하고 있다. 행랑채는 앞면 7칸·옆면 1칸 크기로 동쪽부터 대문 1칸, 작은문 1칸, 헛간 2칸, 3칸을 터 통칸으로 만든 광으로 이루어져 있다.
일반적인 영남지방 격식을 따르고 있지만 다양한 기능을 고려하여 변화된 방 구성을 보이고 있는 집으로 좋은 연구 자료로 평가받고 있다.

## 명칭 변경
지정 당시 명칭은 양동이원봉가옥(良洞李源鳳家屋)이었으나, 진사를 지낸 사호당 이능승이 1840년에 지어 살던 집으로 그의 호를 따라 양동 사호당 고택으로 지정명칭을 변경(2007.1.29)하였다.
2017년 지정명칭 부여지침에 따라 '소재지, 마을명, 당호, 고택'을 사용하여 현재의 명칭인 경주 양동마을 사호당 고택(慶州 良洞마을 沙湖堂 古宅)으로 변경되었다.

## 같이 보기
- 경주 양동마을

## 참고 자료
- 경주 양동마을 사호당 고택 - 국가유산청 국가유산포털